# Catharinus Elling
Catharinus Elling, né le 13 septembre 1858 à Oslo (à l’époque Kristiana) – mort le 8 janvier 1942 dans la même ville, est un organiste et compositeur norvégien. Il a collecté et édité des mélodies de la musique traditionnelle de son pays.

## Biographie
Catharinus Elling a étudié le piano et la composition à Leipzig de 1877 à 1878 et à Berlin de 1886 à 1887. De 1896 à 1908, il est professeur au conservatoire d’Oslo. Il était également (1908–1926) organiste à l’église Gamlebyen d’Oslo.
Professeur de composition, il a eu David Monrad Johansen et Fartein Valen parmi ses élèves.

## Œuvres
- Symphonie en la majeur (1890)
- Quatuor à cordes en ré majeur
- Kosakkerne, opéra (1894)
- Den forlorne Søn, oratorio (1896)

## Discographie
- 2 CD de Simax Classics :
  - Quatuors à cordes (Engegard Quartet) ;
  - Concerto pour violon (orchestre philharmonique sous la direction de Mariss Jansons) et quatuor à cordes (Norsk Strykekvartett).
- Le label Lawo a publié un CD de mélodies et Lieder (2015).

## À noter
Son frère, Ægidius Elling, est l’inventeur de la turbine à gaz.